# Ville Sirén
Ville Jussi Sirén (né le 11 février 1964 à Tampere en Finlande) est un joueur professionnel finlandais de hockey sur glace. Il évoluait au poste de défenseur,.

## Biographie
Formé au Ilves Tampere, il joue sa première saison professionnelle avec cette équipe en 1982-1983. Il est repêché par les Whalers de Hartford au 23e rang lors du deuxième tour du repêchage d'entrée dans la LNH 1983. Durant son séjour en Finlande, les Whalers échangent ses droits le 16 novembre 1984 aux Penguins de Pittsburgh contre le joueur Pat Boutette.
Il arrive dans la LNH en 1985-1986 et joue 60 parties pour 12 points avec les Penguins durant sa saison recrue. Le 17 décembre 1988, il est échangé aux North Stars du Minnesota avec Steve Gotaas contre Scott Bjugstad et Gord Dineen. Il joue une saison et demie avec les North Stars avant de retourner en Finlande en 1990.
Après une saison avec le HPK Hämeenlinna et une autre avec son club formateur, il joue par la suite pour différents clubs en Suède, en Suisse et en Italie. Il retourne dans son pays natal pour la saison 1998-1999 et joue sa dernière saison professionnelle avec le HIFK. 
Il a joué pour l'équipe de Finlande lors des compétitions internationales. Il a participé avec l'équipe finlandaise lors des Jeux olympiques d'hiver en 1984 et 1992.
Après s'être retiré comme joueur, il retourne dans la LNH en devenant recruteur pour les Capitals de Washington, poste qu'il occupe durant trois ans. Il passe la saison 2002-2003 avec l'Ilves comme coordonnateur avant de rejoindre l'équipe de recrutement des Blues de Saint-Louis. En 2013, il est nommé directeur du recrutement amateur par les Blue Jackets de Columbus.

## Statistiques

### En club
| Saison     | Équipe                   | Ligue      |     | Saison régulière | Saison régulière | Saison régulière | Saison régulière | Saison régulière |   | Séries éliminatoires | Séries éliminatoires | Séries éliminatoires | Séries éliminatoires | Séries éliminatoires |
| Saison     | Équipe                   | Ligue      | PJ  | B                | A                | Pts              | Pun              | PJ               | B | A                    | Pts                  | Pun                  |                      |                      |
| 1982-1983  | Ilves Tampere            | SM-liiga   | 29  | 3                | 2                | 5                | 42               | 8                | 1 | 3                    | 4                    | 8                    |                      |                      |
| 1983-1984  | Ilves Tampere            | SM-liiga   | 36  | 1                | 10               | 11               | 40               | 2                | 0 | 0                    | 0                    | 2                    |                      |                      |
| 1984-1985  | Ilves Tampere            | SM-liiga   | 36  | 11               | 13               | 24               | 24               | 9                | 0 | 2                    | 2                    | 10                   |                      |                      |
| 1985-1986  | Penguins de Pittsburgh   | LNH        | 60  | 4                | 8                | 12               | 32               | -                | - | -                    | -                    | -                    |                      |                      |
| 1986-1987  | Penguins de Pittsburgh   | LNH        | 69  | 5                | 17               | 22               | 50               | -                | - | -                    | -                    | -                    |                      |                      |
| 1987-1988  | Penguins de Pittsburgh   | LNH        | 58  | 1                | 20               | 21               | 62               | -                | - | -                    | -                    | -                    |                      |                      |
| 1988-1989  | Penguins de Pittsburgh   | LNH        | 12  | 1                | 0                | 1                | 14               | -                | - | -                    | -                    | -                    |                      |                      |
| 1988-1989  | North Stars du Minnesota | LNH        | 38  | 2                | 10               | 12               | 58               | 4                | 0 | 0                    | 0                    | 4                    |                      |                      |
| 1989-1990  | North Stars du Minnesota | LNH        | 53  | 1                | 13               | 14               | 60               | 3                | 0 | 0                    | 0                    | 2                    |                      |                      |
| 1990-1991  | HPK Hämeenlinna          | SM-liiga   | 44  | 4                | 9                | 13               | 90               | 8                | 1 | 1                    | 2                    | 37                   |                      |                      |
| 1991-1992  | Ilves Tampere            | SM-liiga   | 43  | 8                | 14               | 22               | 88               | -                | - | -                    | -                    | -                    |                      |                      |
| 1992-1993  | Luleå HF                 | Elitserien | 37  | 3                | 11               | 14               | 84               | 11               | 0 | 0                    | 0                    | 22                   |                      |                      |
| 1993-1994  | Luleå HF                 | Elitserien | 40  | 4                | 11               | 15               | 65               | -                | - | -                    | -                    | -                    |                      |                      |
| 1994-1995  | Västerås IK              | Elitserien | 37  | 1                | 4                | 5                | 44               | 4                | 0 | 1                    | 1                    | 4                    |                      |                      |
| 1995-1996  | EHC Olten                | LNB        | 24  | 3                | 13               | 16               | 54               | -                | - | -                    | -                    | -                    |                      |                      |
| 1995-1996  | CP Berne                 | LNA        | 6   | 1                | 0                | 1                | 6                | 11               | 3 | 7                    | 10                   | 18                   |                      |                      |
| 1996-1997  | CP Berne                 | LNA        | 42  | 10               | 11               | 21               | 72               | 12               | 1 | 5                    | 6                    | 47                   |                      |                      |
| 1997-1998  | CP Berne                 | LNA        | 36  | 3                | 9                | 12               | 96               | 7                | 1 | 4                    | 5                    | 26                   |                      |                      |
| 1997-1998  | SG Cortina               | Serie A    | 2   | 1                | 2                | 3                | 0                | -                | - | -                    | -                    | -                    |                      |                      |
| 1998-1999  | HIFK                     | SM-liiga   | 34  | 3                | 2                | 5                | 42               | 11               | 0 | 0                    | 0                    | 12                   |                      |                      |
| Totaux LNH | Totaux LNH               | Totaux LNH | 290 | 14               | 68               | 82               | 276              | 7                | 0 | 0                    | 0                    | 6                    |                      |                      |

### En équipe nationale
| Année | Compétition                 |    | PJ | B | A | Pts | Pun                           |  | Résultat |
| 1982  | Championnat d'Europe junior |    |    |   |   |     |                               |  |          |
| 1983  | Championnat du monde junior | 7  | 1  | 1 | 2 | 6   | 6e place                      |  |          |
| 1984  | Jeux olympiques             | 6  | 0  | 1 | 1 | 2   | 6e place                      |  |          |
| 1984  | Championnat du monde junior | 7  | 0  | 2 | 2 | 6   | Médaille d'argent             |  |          |
| 1985  | Championnat du monde        | 5  | 0  | 0 | 0 | 8   | 5e place                      |  |          |
| 1987  | Coupe Canada                | 5  | 0  | 0 | 0 | 6   | Éliminé en ronde préliminaire |  |          |
| 1991  | Championnat du monde        | 10 | 2  | 2 | 4 | 16  | 5e place                      |  |          |
| 1991  | Coupe Canada                | 6  | 0  | 1 | 1 | 15  | Défaite en demi-finale        |  |          |
| 1992  | Jeux olympiques             | 8  | 0  | 2 | 2 | 16  | 7e place                      |  |          |
| 1993  | Championnat du monde        | 6  | 0  | 0 | 0 | 6   | 7e place                      |  |          |